# Casa Alexandru Ionescu din Bărcănești
Casa Alexandru Ionescu este un monument istoric situat în satul Bărcănești, județul Ialomița. Este situată de-a lungul DJ 201, vizavi de conacul Iancu Ionescu. Clădirea a fost construită în anul 1919. Figurează pe noua listă a monumentelor istorice sub codul LMI: IL-II-m-B-14090.

## Imagini

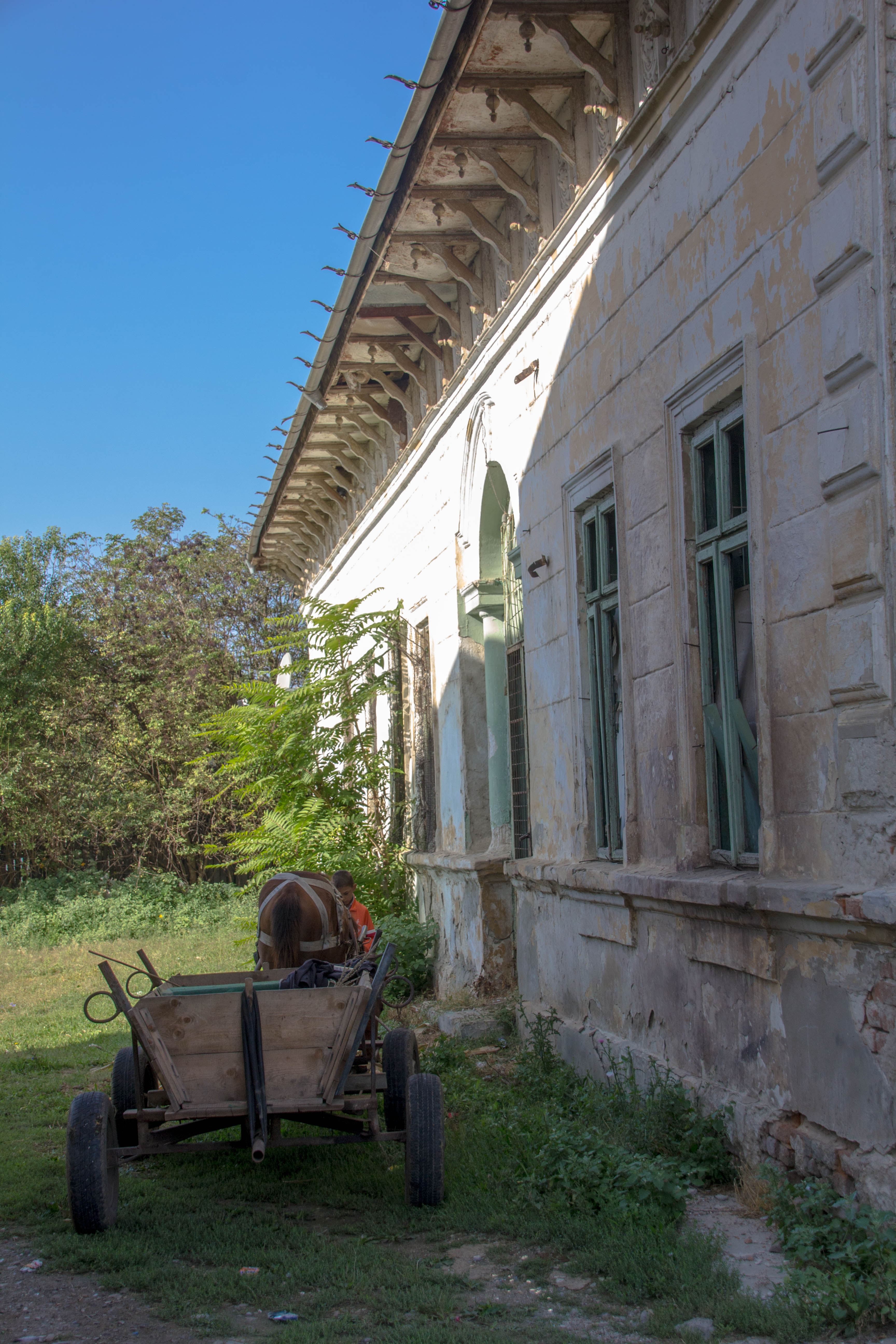
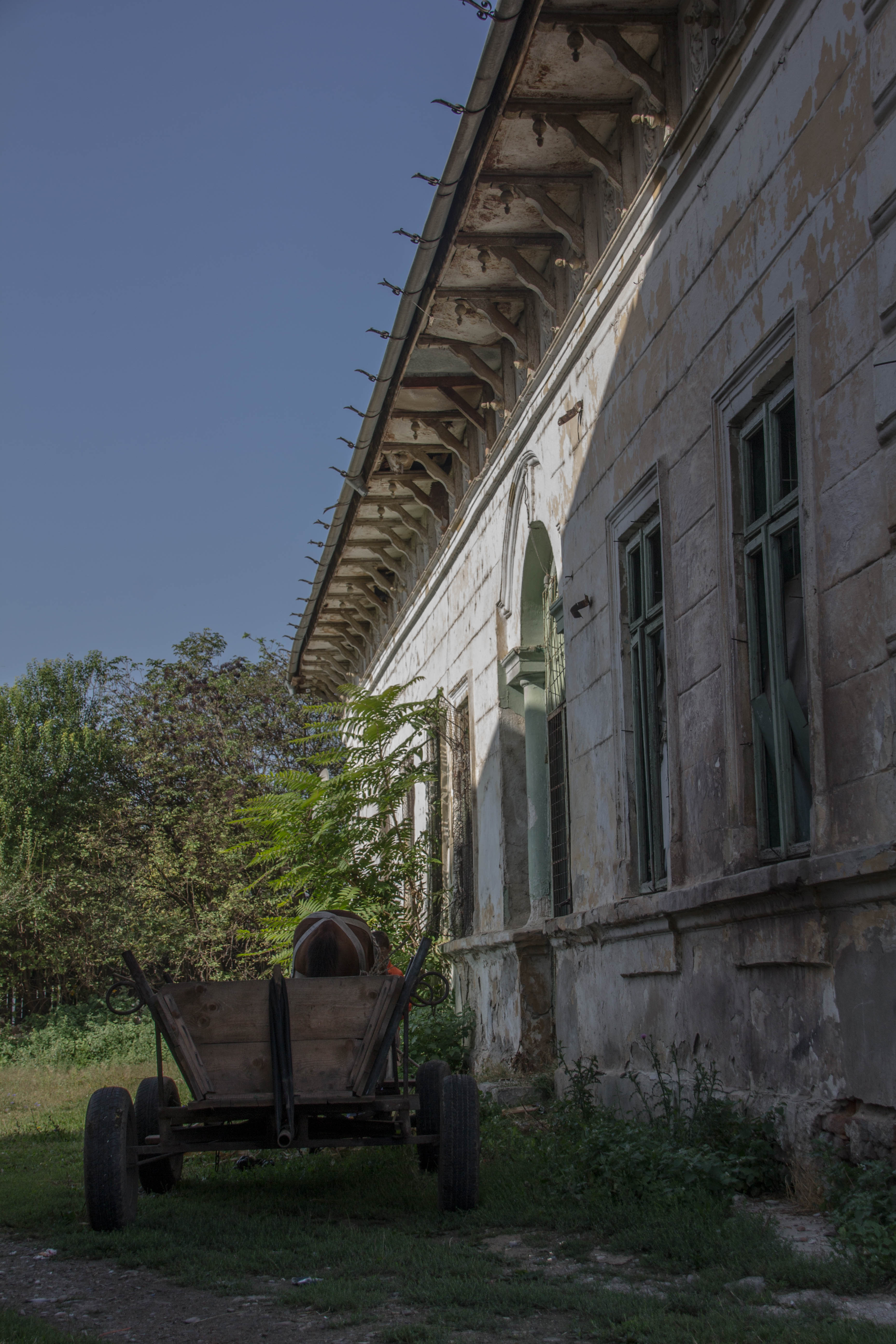
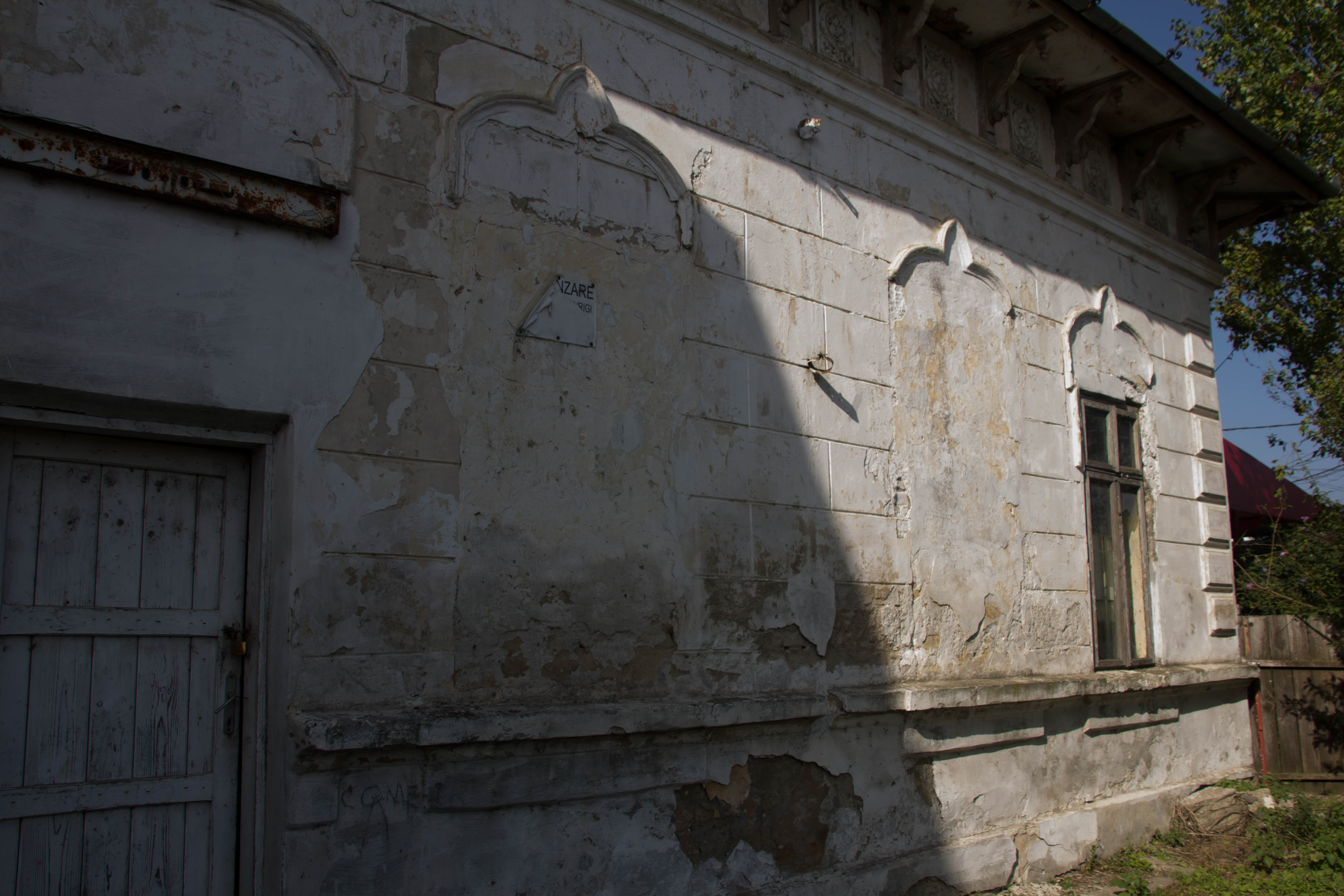
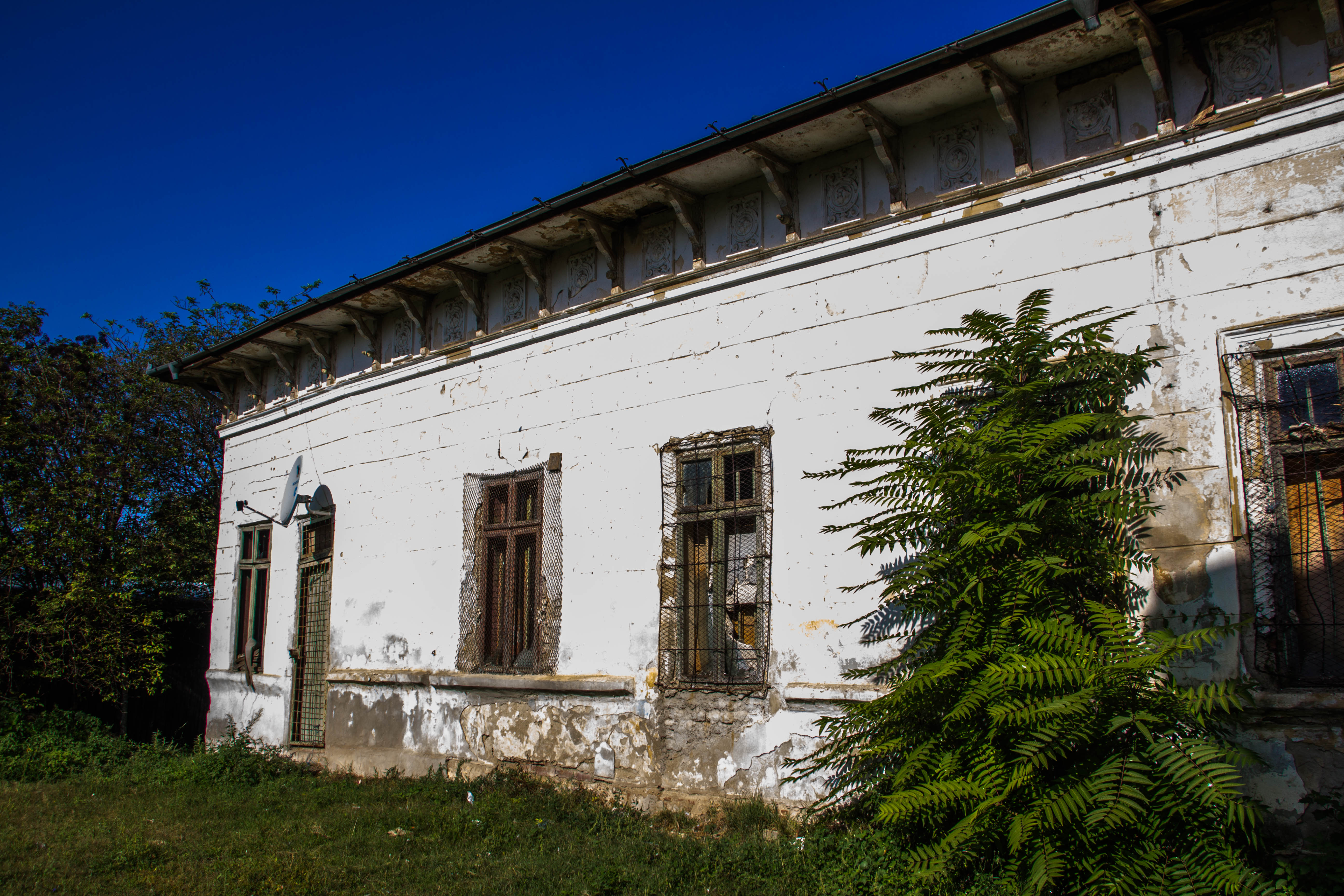
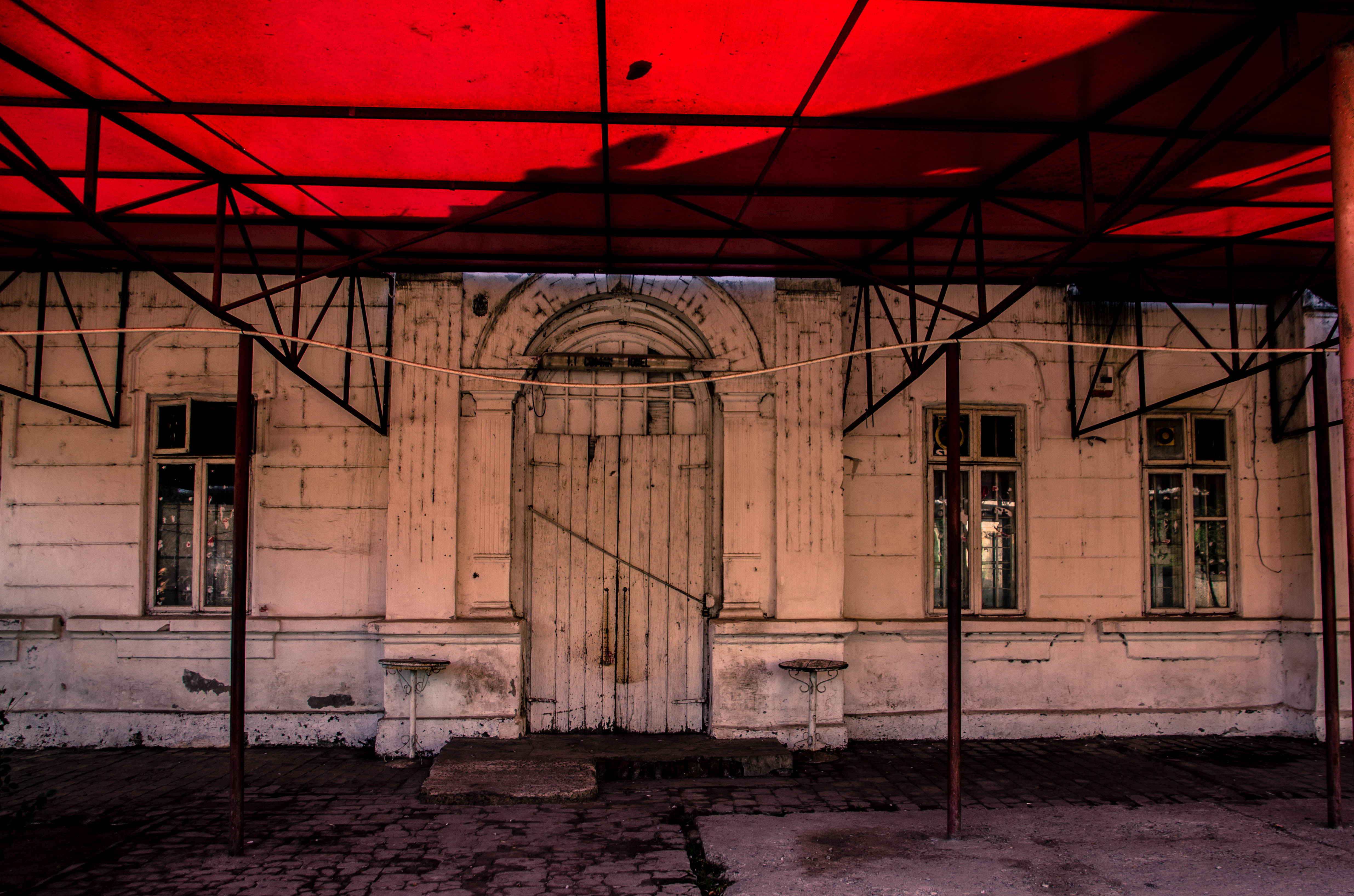
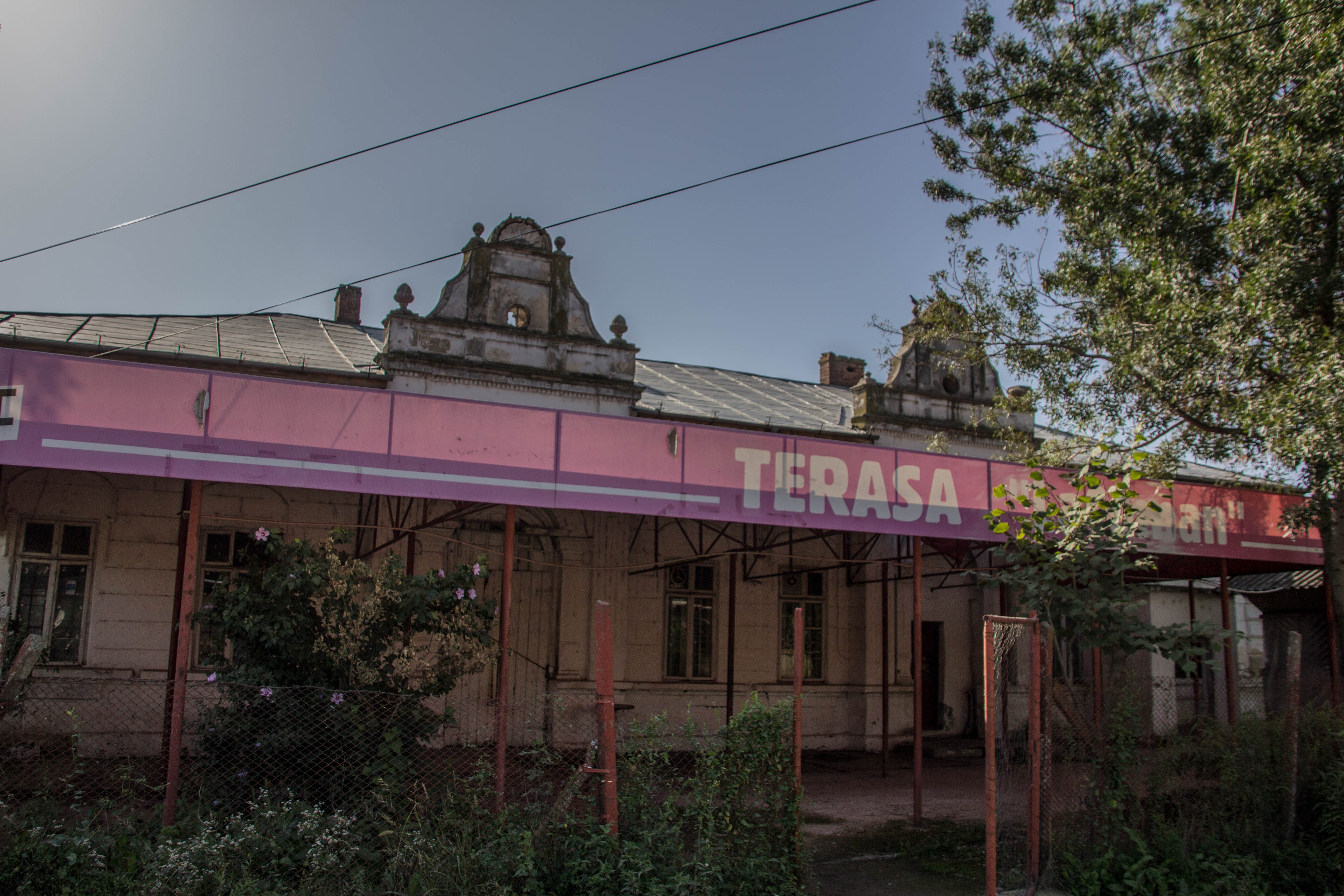
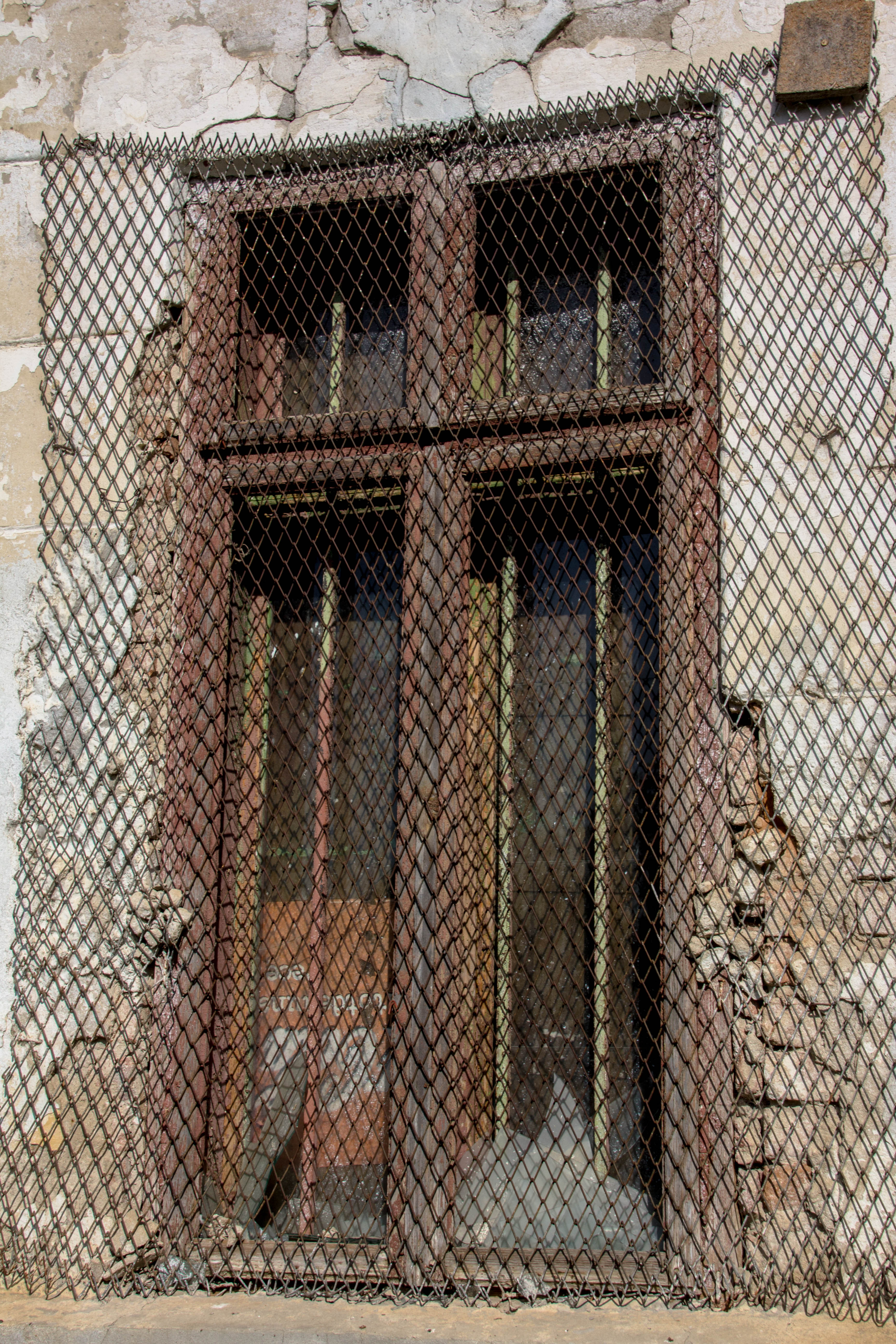